# 308
308 (CCCVIII) var ett skottår som började en torsdag i den julianska kalendern.

## Händelser

### Maj
- Maj eller juni – Marcellus I väljs till påve efter att påvestolen har stått tom i tre och ett halvt år.

### November
- 11 november – De romerska kejsarna Galerius, Diocletianus och Maximianus sammankallar ett möte i Carnuntum i sina försök att stabilisera romerska riket, där även Konstantin den store, Maxentius och Maximinus Daia närvarar. Maxentius och Licinius utnämns till augustusar, medan rivalen Konstantin utnämns till caesar över Britannien och Gallien.

### Okänt datum
- Romarna besegrar germanerna vid Rhen.
- Maxentius påbörjar byggandet av en basilika med hans namn, den största byggnaden på Forum Romanum.
- Kungariket Xiongnu etableras i norra Kina.